# Aretas (quindita)
Aretas (em grego: Ἀρέθας; romaniz.: Aréthas) ou Alharite ibne Anre (em árabe: الحارث بنʿ عمرو; romaniz.: al-Ḥārith ibn ʿAmr; m. Hira, 529) foi um rei (filarco nas fontes gregas) dos árabes quinditas, filho de Ambros (Anre) e neto de Hujer Aquil Almurar, que governou o Reino de Quinda entre 498-528. 

## Vida
Aretas era pai dos militares Ogaro e Badicarimo, de Hinde, uma cristã que casou-se com o rei lacmida Alamúndaro III, e Salama. É descrito nas fontes gregas como thalavánes (θαλαβάνης), ou seja, de Talaba, um ramo da casa de Becre. Em 502, concluiu a paz com o enviado bizantino Eufrásio após anos de sucessivos raides empreendidos por seus filhos nas províncias orientais. Em 503, realizou ataques contra Hira, a capital lacmida. Em 528, quando atacou e ocupou Hira, desentendeu-se com Diomedes, o duque da Palestina, fazendo com que o último se retirasse para leste, custando-lhe uma derrota nas mãos de Alamúndaro III e sua subsequente execução junto de 50 de seus parentes.